# Scorgiano
Scorgiano (già Scorciano, o Santa Fiora) è una località a metà tra i comuni italiani di Casole d'Elsa e di Monteriggioni, nella provincia di Siena, in Toscana.

## Storia
Il borgo di Scorgiano sorse in epoca medievale, fu signoria dei nobili di Staggia e di Strove, ed è ricordato in un documento degli agostiniani di Siena del 13 settembre 1331. Scorgiano fu poi eretto in feudo con titolo di contea per volere del granduca Ferdinando II de' Medici, il quale lo concesse tramite diploma dell'11 maggio 1667 al cavalier Giovanni Bichi di Siena prima, e al cardinale Antonio Bichi poi in seguito alla morte del fratello. Il feudo di Scorgiano fu soppresso alla morte dell'ultimo erede, il conte Francesco di Firmano Bichi, il 7 settembre 1737.
Scorgiano contava 403 abitanti nel 1833.

## Clima
Dati:https://www.sir.toscana.it/
| Scorgiano          | Gen  | Feb  | Mar  | Apr  | Mag  | Giu  | Lug  | Ago  | Set  | Ott  | Nov  | Dic  |
| ------------------ | ---- | ---- | ---- | ---- | ---- | ---- | ---- | ---- | ---- | ---- | ---- | ---- |
| T. max. media (°C) | 9,7  | 10,7 | 14,1 | 18,4 | 23,0 | 27,5 | 31,1 | 31,2 | 27,4 | 21,6 | 15,3 | 10,9 |
| T. min. media (°C) | -0,6 | 0,1  | 2,3  | 5,2  | 8,5  | 11,5 | 14,0 | 14,2 | 11,3 | 7,4  | 3,2  | 0,0  |

## Monumenti e luoghi d'interesse

### Architetture religiose
- Chiesa di Santa Fiora (già Santa Flora e Lucilla)
- Cappella Bichi Borghesi

### Architetture civili
- Villa di Scorgiano
- Villa San Chimento

## Geografia antropica
Il borgo di Scorgiano è situato a metà tra i comuni di Casole d'Elsa e di Monteriggioni. La parte centrale, con la cappella Bichi e la villa, ricade nel territorio di Monteriggioni, mentre il nucleo con la chiesa di Santa Fiora e il cimitero ricade nel comune di Casole d'Elsa, e per questo tale località è anche genericamente conosciuta come Santa Fiora.
Storicamente dipendenti da Scorgiano sono anche i due nuclei abitati di Maggiano (311 m s.l.m., 39 abitanti) e San Chimento (282 m s.l.m., 12 abitanti).

## Galleria d'immagini

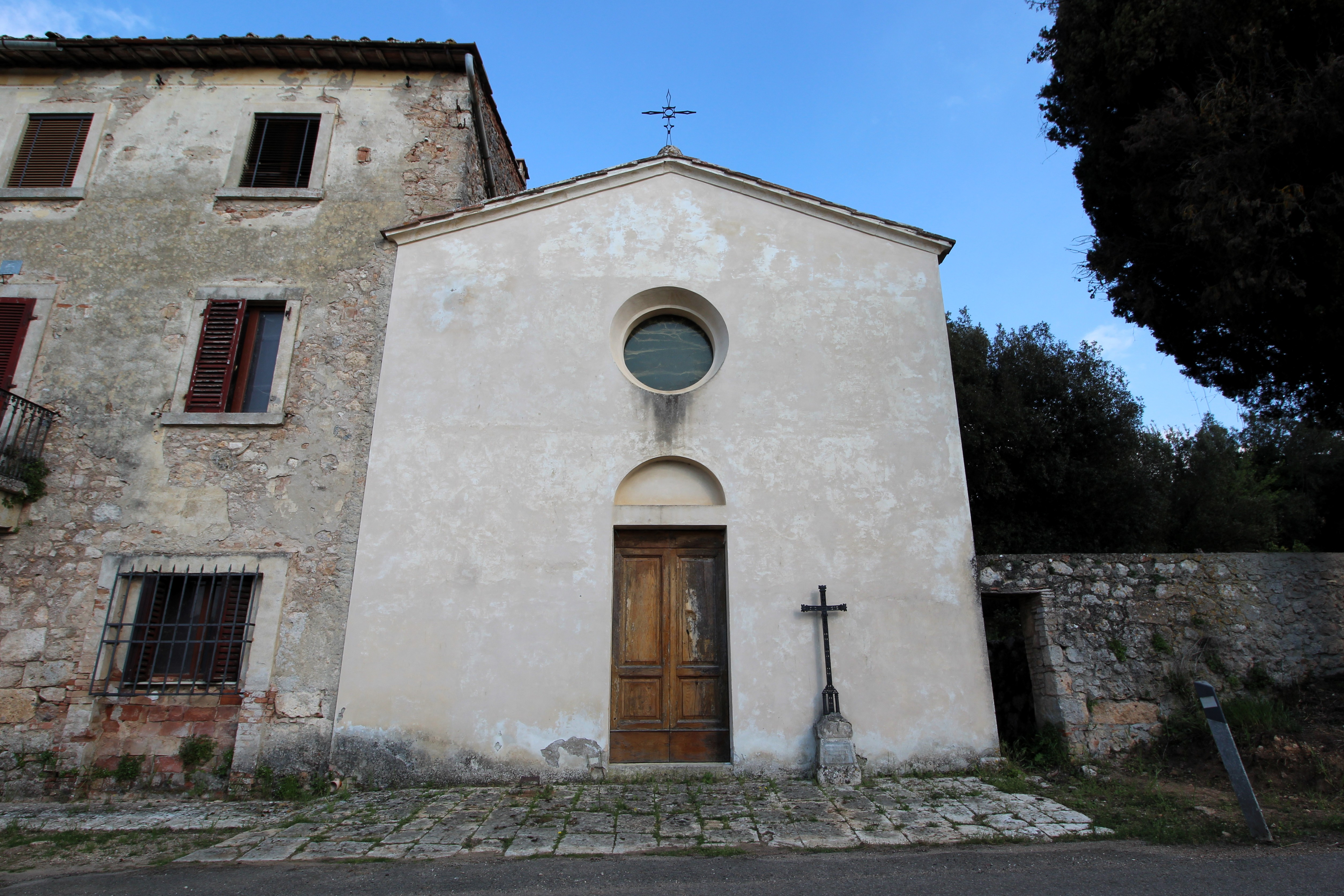
La chiesa di Santa Fiora
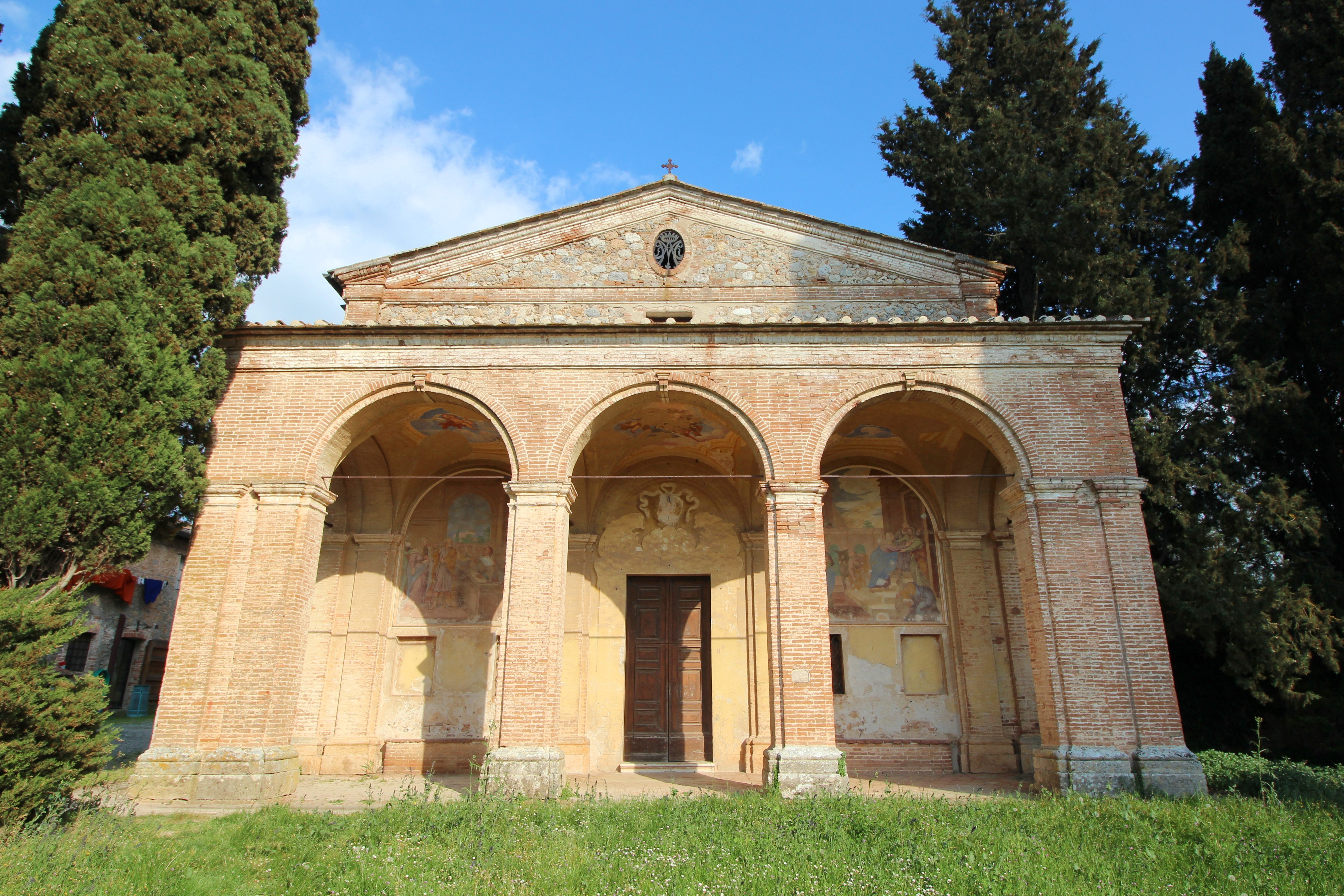
La cappella Bichi Borghesi
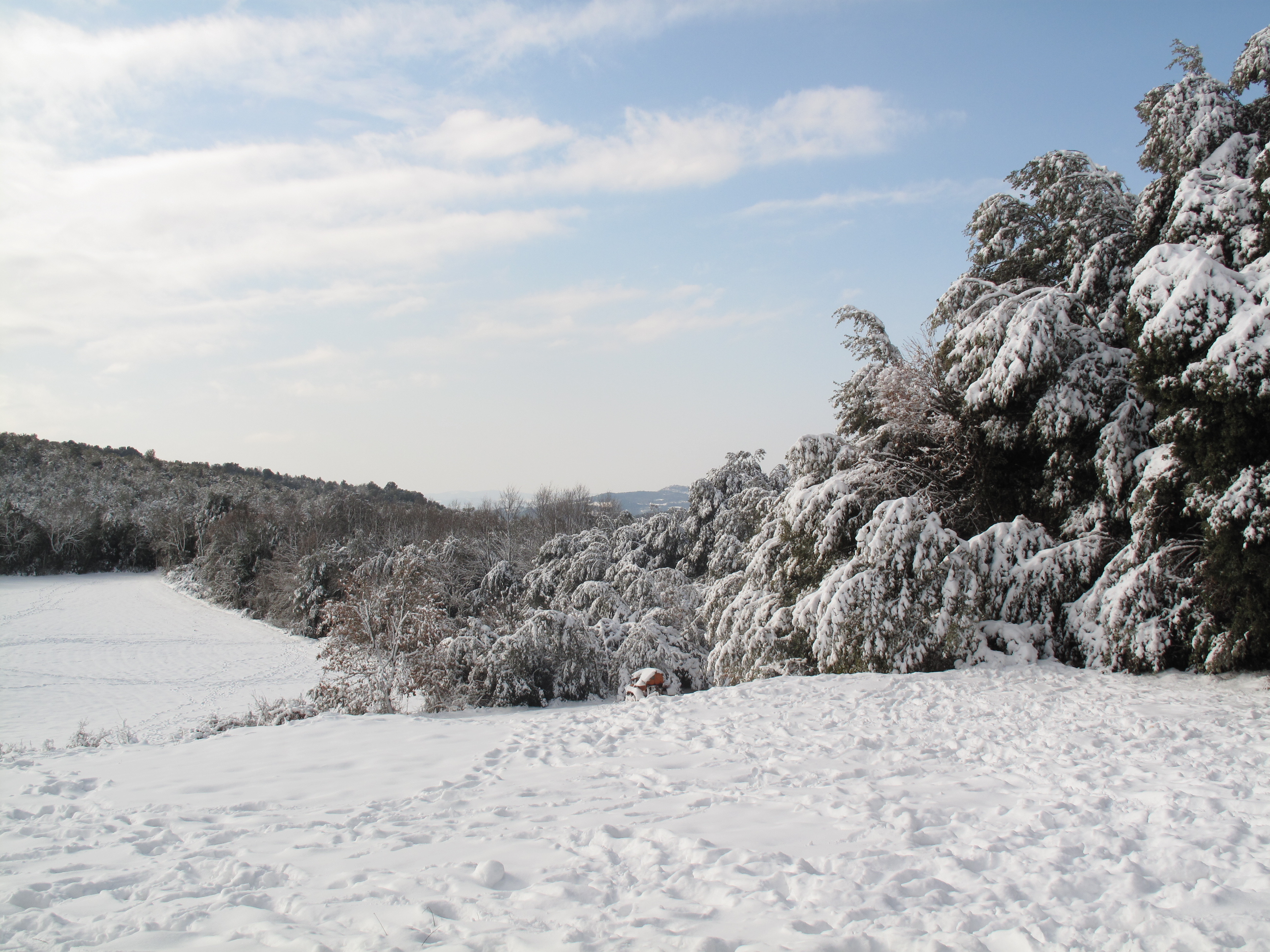
Nevicata a Scorgiano nel 2012